# المغضوب عليهم (فلم)
المغضوب عليهم هو فيلم دراما تم إنتاجه في المغرب وسويسرا وصدر في سنة 2011. الفيلم من إخراج محسن البصري وبطولة كل من عصام بوعلي، أمين الناجي، وعمر لطفي.

## الممثلون والشخصيات
- عصام بوعلي (بدور: أنس)
- أمين الناجي (بدور: أمين)
- عمر لطفي (بدور: عمر)
- جميلة الهوني (بدور: جميلة)

## القصة
يتناول فيلم «المغضوب عليهم» قصة فنانين مسرحيين هواة اختطفهم أعضاء جماعة إسلامية واحتجزوهم في قرية وهم ينتظرون الإذن بقتلهم من طرف زعيمهم، لأن الفن بالنسبة لهؤلاء «الجهاديين» رذيلة وجبت محاربتها، فتنشأ خلال فترة الاحتجاز علاقات متدافعة ومتناقضة بين الخاطفين والمُختطَفين تتراوح بين الحوار والانغلاق.

## ردود الفعل
أثار الفيلم السينمائي «المغضوب عليهم» لمخرجه محسن البصري جدلاً بين مَنْ اعتبر الفيلم مسيئاً للإسلاميين كونه يصوّرهم كأشخاص حاقدين لا يقبلون بالحوار، وبين مَنْ وجد النقاش حول مثل هذه المضامين أمراً مغلوطاً لا داعي له.

## روابط خارجية
- الفيلم على موقع allocine.fr